# Selenia unilunaria
Selenia unilunaria là một loài bướm đêm trong họ Geometridae.